# Reis Magos
Reis Magos è una suddivisione dell'India, classificata come census town, di 8.698 abitanti, situata nel distretto di Goa Nord, nello territorio federato di Goa. In base al numero di abitanti la città rientra nella classe V (da 5.000 a 9.999 persone).

## Geografia fisica
La città è situata a 15° 30' 42 N e 73° 48' 35 E.

## Società

### Evoluzione demografica
Al censimento del 2001 la popolazione di Reis Magos assommava a 8.698 persone, delle quali 4.825 maschi e 3.873 femmine. I bambini di età inferiore o uguale ai sei anni assommavano a 922, dei quali 484 maschi e 438 femmine. Infine, coloro che erano in grado di saper almeno leggere e scrivere erano 6.797, dei quali 3.959 maschi e 2.838 femmine.